# Martin Kriegmair

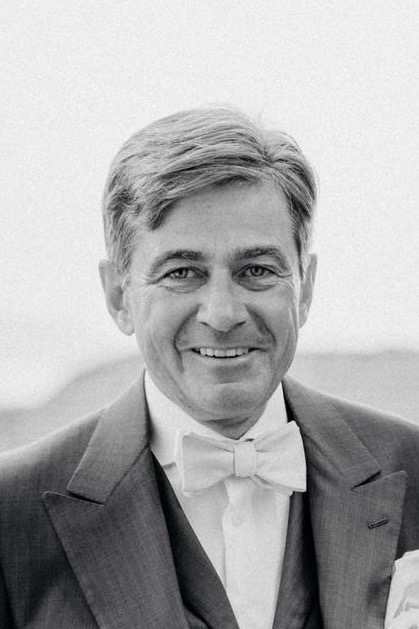
Martin Kriegmair

Martin Kriegmair (* 30. Juli 1959 in München) ist ein deutscher Urologe und Lehrbeauftragter für das Fach Urologie an der Ludwig-Maximilians-Universität München. Von September 2022 bis September 2023 war er Präsident der Deutschen Gesellschaft für Urologie.

## Leben
Kriegmair studierte von 1978 bis 1984 an der Ludwig-Maximilians-Universität München Medizin. Seine Approbation erhielt er 1984 in München. Im Jahr 1986 wurde er mit der Schrift Das Nekroseprofil bei der bipolaren Hochfrequenzkoagulation promoviert. Bereits seit 1989 fungierte er als Berater für das Tumorzentrum München mit Schwerpunkt Harnblasen- und Nierenzellkarzinom. Es folgten die Anerkennung zum Facharzt für Urologie (1990), der Erhalt der Zusatzbezeichnung „Spezielle urologische Chirurgie“ (1999) und der Erwerb der Fachkunde für spezielle Röntgendiagnostik.
Darüber hinaus erhielt Martin Kriegmair im Jahr 1995 die Lehrbefähigung sowie Lehrbefugnis für das Fach Urologie an der Ludwig-Maximilians-Universität München und wurde Privatdozent. 1999 folgte die Zusatzbezeichnung „Spezielle Urologische Chirurgie“.
Bis 1998 war Kriegmair Oberarzt an der Urologischen Universitätsklinik Großhadern. Im Jahr 2000 erhielt er die Weiterbildungsbefugnis für das Fach Urologie. Im Jahr 2002 wurde er zum Professor an der Ludwig-Maximilians-Universität München ernannt. Mit seiner Habilitationsschrift leistete er einen bedeutenden Beitrag zur  photodynamischen Diagnostik und photodynamischen Therapie des Harnblasenkarzinoms.
Seit 2002 ist er Chefarzt und Gesellschafter an der urologischen Klinik München-Planegg (UKMP).
Im Jahr 2003 wurde er Fachberater für das Gebiet Urologie und Präsident der Südostdeutschen Gesellschaft für Urologie.
Von September 2022 bis September 2023 leitete er in seiner Funktion als Präsident der Deutschen Gesellschaft für Urologie (DGU) den 75. Kongress der wissenschaftlichen Fachgesellschaft vom 20. bis 23. September 2023 im Congress Center Leipzig.
Kriegmair ist verheiratet und hat vier Kinder.

## Klinische Schwerpunkte
- Robotische Chirurgie mit da Vinci-Roboter
- Nervenschonende radikale Prostatektomie
- Radikale Zystektomie mit Rekonstruktion der Harnblase
- Organerhaltende Nierentumoroperationen
- Rekonstruktive Chirurgie der Harnröhre mit Mundschleimhaut
- TUR-Blase
- TUR-Prostata[6]

## Mitgliedschaften
- Deutsche Gesellschaft für Urologie (DGU)
- American Urological Association (AUA)
- European Association of Urology (EAU)
- Berufsverband der Deutschen Urologen (BDU)

## Publikationen (Auswahl)
Laut Datenbank Scopus hat Kriegmair einen h-Index von 33 (Stand Juni 2024).
- Das Nekroseprofil bei der bipolaren Hochfrequenzkoagulation. (Dissertation)
- Die topische Applikation von 5-Aminolävulinsäure zur photodynamischen Diagnose (PDD) und Therapie (PDT) des oberflächlichen Harnblasenkarzinoms. (Habilitationsschrift)
- M. Kriegmair, D. Zaak, K. H. Rothenberger, J. Rassweiler, D. Jocham, F. Eisenberger, R. Tauber, A. Stenzl, A. Hofstetter: Transurethral resection for bladder cancer using 5-aminolevulinic acid induced fluorescence endoscopy versus white light endoscopy. In: J Urol. Band 168, Nr. 2, Aug 2002, S. 475–8. PMID 12131291.
- Z. Kirkali, T. Chan, M. Manoharan, F. Algaba, C. Busch, L. Cheng, L. Kiemeney, M. Kriegmair, R. Montironi, W. M. Murphy, I. A. Sesterhenn, M. Tachibana, J. Weider: Bladder cancer: epidemiology, staging and grading, and diagnosis. In: Urology. 66(6 Suppl 1), Dec 2005, S. 4–34. doi:10.1016/j.urology.2005.07.062. PMID 16399414.
- H. B. Grossman, A. Stenzl, Y. Fradet, L. A. Mynderse, M. Kriegmair, J. A. Witjes, M. S. Soloway, A. Karl, M. Burger: Long-term decrease in bladder cancer recurrence with hexaminolevulinate enabled fluorescence cystoscopy. In: J Urol. Band 188, Nr. 1, Jul 2012, S. 58–62. doi:10.1016/j.juro.2012.03.007. Epub 2012 May 12. PMID 22583635; PMC 3372634 (freier Volltext).
- M. J. Bader, H. Stepp, W. Beyer, T. Pongratz, R. Sroka, M. Kriegmair, D. Zaak, M. Welschof, D. Tilki, C. G. Stief, R. Waidelich: Photodynamic therapy of bladder cancer - a phase I study using hexaminolevulinate (HAL). In: Urol Oncol. Band 31, Nr. 7, Oct 2013, S. 1178–83. doi:10.1016/j.urolonc.2012.02.007. Epub 2012 Mar 21. PMID 22440147.
- J. Herden, T. Ebert, D. Schlager, J. Pretzer, D. Porres, W. Schafhauser, M. Kriegmair, M. G. Schürmann, F. Distler, F. Oberpenning, M. Reimann, G. Haupt, S. Schmidt, S. Laabs, B. Planz, M. Cohausz, E. Gronau, G. Platz, S. Buse, J. Jones, M. Waldner, A. Heidenreich, H. Ruebben, J. Zumbe, A. Goell, E. Khaljani, W. Czempiel, W. Schultze-Seemann, P. Weib: Perioperative Outcomes of Transurethral Resection, Open Prostatectomy, and Laser Therapy in the Surgical Treatment of Benign Prostatic Obstruction: A "Real-World" Data Analysis from the URO-Cert Prostate Centers. In: Urol Int. Band 105, Nr. 9-10, 2021, S. 869–874. doi:10.1159/000517673. Epub 2021 Jul 21. PMID 34289488.
- N. Ali, C. Bolenz, T. Todenhöfer, A. Stenzel, P. Deetmar, M. Kriegmair, T. Knoll, S. Porubsky, A. Hartmann, J. Popp, M. C. Kriegmair, T. Bocklitz: Deep learning-based classification of blue light cystoscopy imaging during transurethral resection of bladder tumors. In: Sci Rep. Band 11, Nr. 1, 2. Jun 2021, S. 11629. doi:10.1038/s41598-021-91081-x. PMID 34079004; PMC 8172542 (freier Volltext).
- W. J. Randerath, M. Kriegmair, A. Markewitz, B. Rodeck, T. Schmitz-Rixen, A. Scharl, M. Nothacker: Fachkliniken – Definition: Vorschlag zur Diskussion aus der Ad-hoc-Kommission Versorgungsstrukturen der Arbeitsgemeinschaft der Wissenschaftlichen Medizinischen Fachgesellschaften (AWMF) zur Reform der Krankenhausversorgung [Specialist clinics - definition: proposal for the discussion from the ad hoc committee on care structures by the Association of the Scientific Medical Societies in Germany (AWMF) for the reform of hospital care]. In: Ger Med Sci. 2023 Jul 5;21:Doc11. German. doi:10.3205/000325. PMID 37599858; PMC 10436733 (freier Volltext).